# 红巨星HIP14810b
HIP14810b是一个位于白羊座星系距离地球约170光年的红巨星，它重约3.88个木星质量，在半长轴为0.0692轨道运行。它是在2006年被H2K 会社发现的，而相关论文发布于2007年。它是已经被确认存在的太阳系临近系外行星。